# Відкритий чемпіонат США з тенісу
Відкритий чемпіонат США з тенісу (англ. U.S. Open), є четвертим і завершальним тенісним турніром Великого шлему.
Його зазвичай проводять щорічно в серпні й вересні протягом двох тижнів. Головний турнір складається з п'яти турнірів: чоловічого і жіночого індивідуального турніру, чоловічого і жіночого парного, і мікстів. З 1978 року турнір проводиться на акриловому твердому покритті в Національному тенісному центрі (USTA Billie Jean King National Tennis Center), розташованому в передмісті Нью-Йорка Квінз.

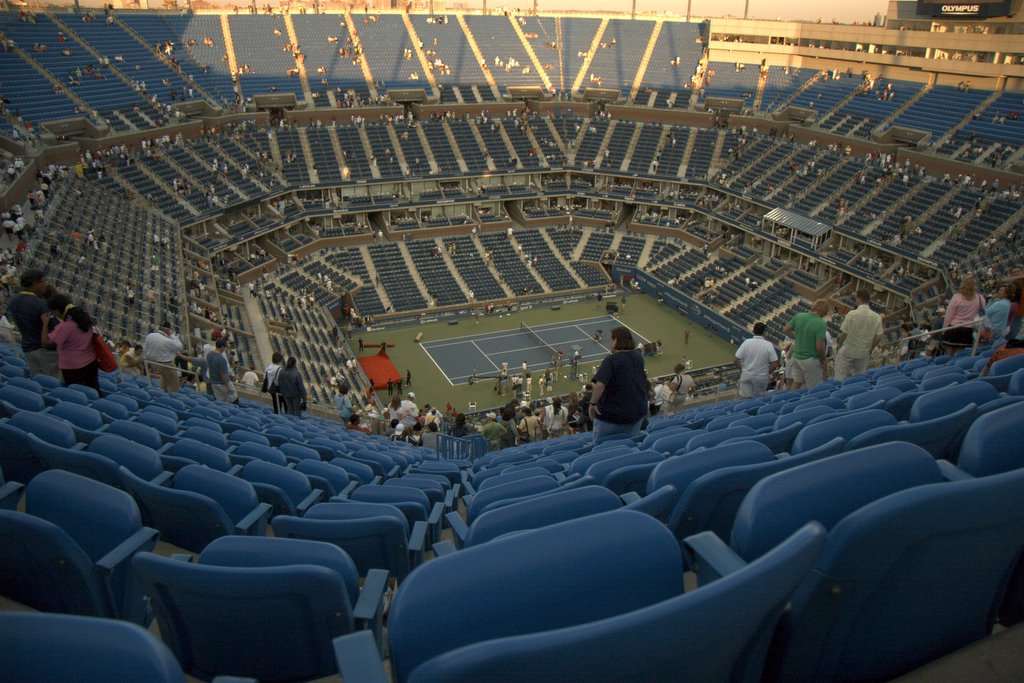
Стадіон імені Артура Еша (Центральний корт)

Відкритий чемпіонат США відрізняється від інших турнірів серії Великого шлему тайбрейками у вирішальних сетах.

Відкритий чемпіонат США 2006 року став першим турніром серії Великого шлему, що ввів до правил дозвіл на телевізійні повтори на вимогу гравців. Щойно офіційний виклик зроблено, його показують водночас гравцям, суддям і аудиторії (як на стадіоні, так і телеглядачам). Система є точною на 100 % в межах 5 міліметрів.
Тенісисти називають цей турнір «Стрес Оупен» за вимотувальну силу та психічну напругу[джерело?].

## Усі переможці US Open
- Переможці Відкритого чемпіонату США з тенісу серед чоловіків в одиночному розряді
- Переможниці Відкритого чемпіонату США з тенісу в одиночному розряді
- Переможці Відкритого чемпіонату США з тенісу серед чоловіків у парному розряді
- Переможниці Відкритого чемпіонату США з тенісу в парному розряді
- Переможці Відкритого чемпіонату США з тенісу серед змішаних пар